# Mili (film)
Mili – bollywoodzki dramat miłosny i rodzinny z 1975 roku. Reżyseria - Hrishikesh Mukherjee. W rolach głównych Amitabh Bachchan, jego żona Jaya Bhaduri, Ashok Kumar i Aruna Irani.

## Fabuła
Mili Khanna (Jaya Bhaduri) wnosi radość w życie otaczających ją ludzi. Rozświetla je swojemu ojcu (Ashok Kumar) i ciotce, która prawie od narodzin zastępuje jej matkę. Brat Rajeet z niecierpliwością wyczekuje w armii listów od niej. Dzieci sąsiadów wypatrują jej powrotu z college'u. Bawią się z nią, tańczą rozśpiewane. Tylko jeden człowiek wydaje się być jej wrogiem. Shekhar Dayal (Amitabh Bachchan) to nowy sąsiad, który kupił mieszkanie z tarasem. Dotychczas był on miejscem zabaw dla dzieci. Shekharowi przeszkadza hałas dziecięcego śmiechu. Przeszkadza mu wszystko. Codziennie zapija prześladujące go obrazy z przeszłości, unika ludzi wypominających mu tragedię rodziców. Jako sześciolatek Shekhar zastał matkę w kałuży krwi. Ojca, który zastrzelił ją za zdradę, powieszono. Shekharowi wydaje się, że nie potrzebuje nikogo i nikomu nic nie jest w stanie dać. Mili swoją niewinnością, bezpośredniością, współczuciem powoli zmienia jego postawę do ludzi. Wkrada się w jego nieufne serce. Ale kiedy Shekhar otwiera się na miłość do Mili, dowiaduje się, że w każdej chwili może ją stracić...

## Obsada
- Ashok Kumar – p. Khanna
- Amitabh Bachchan – Shekhar Dayal
- Jaya Bhaduri – Mili Khanna
- Usha Kiran – Sharda Khanna
- Shubha Khote – sąsiad
- Suresh Chatwal – Ranjeet Khanna
- G. Asrani – pijak (gościnnie)
- Aruna Irani – Runa Singh
- Rajnath
- Naina Apte
- Shahana
- Arabind
- Nandita Aras

## Muzyka i piosenki
Autorem muzyki jest Sachin Dev Burman (Abhimaan), ojciec muzyka Rahula Deva Burmana.
- Aaye Tum Yaad Mujhe
- Badi Sooni Sooni Hai
- Maine Kaha Phoolon Se